# POPiS

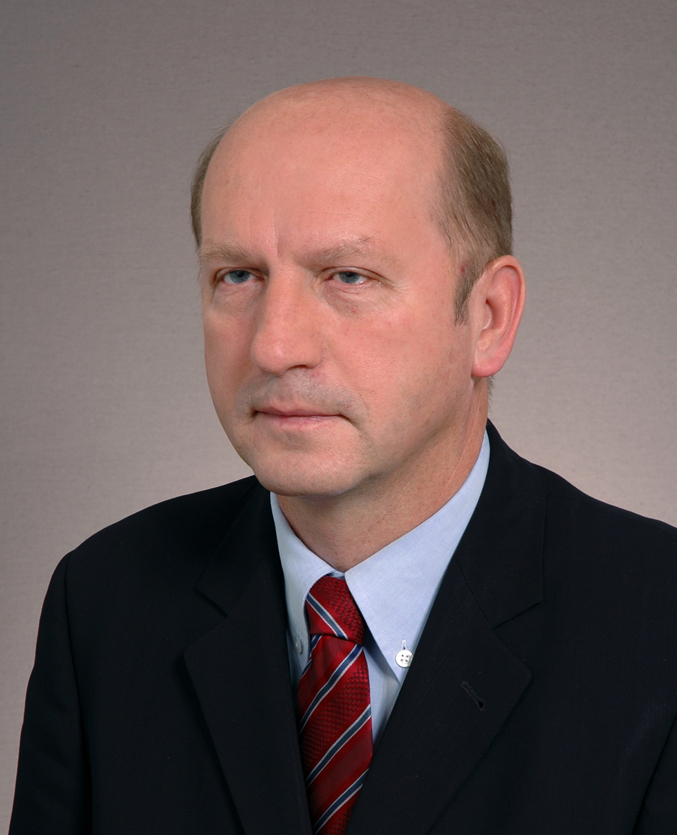
Maciej Płażyński – lider PO do 2003

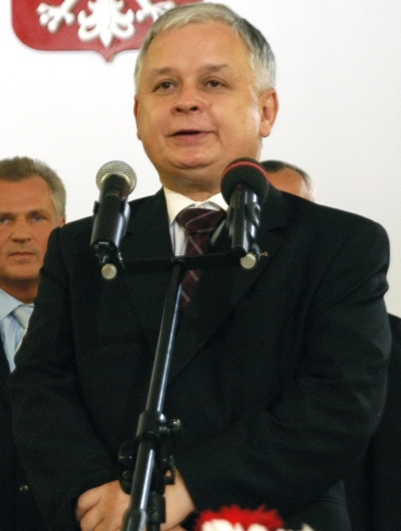
Lech Kaczyński – lider PiS do 2003

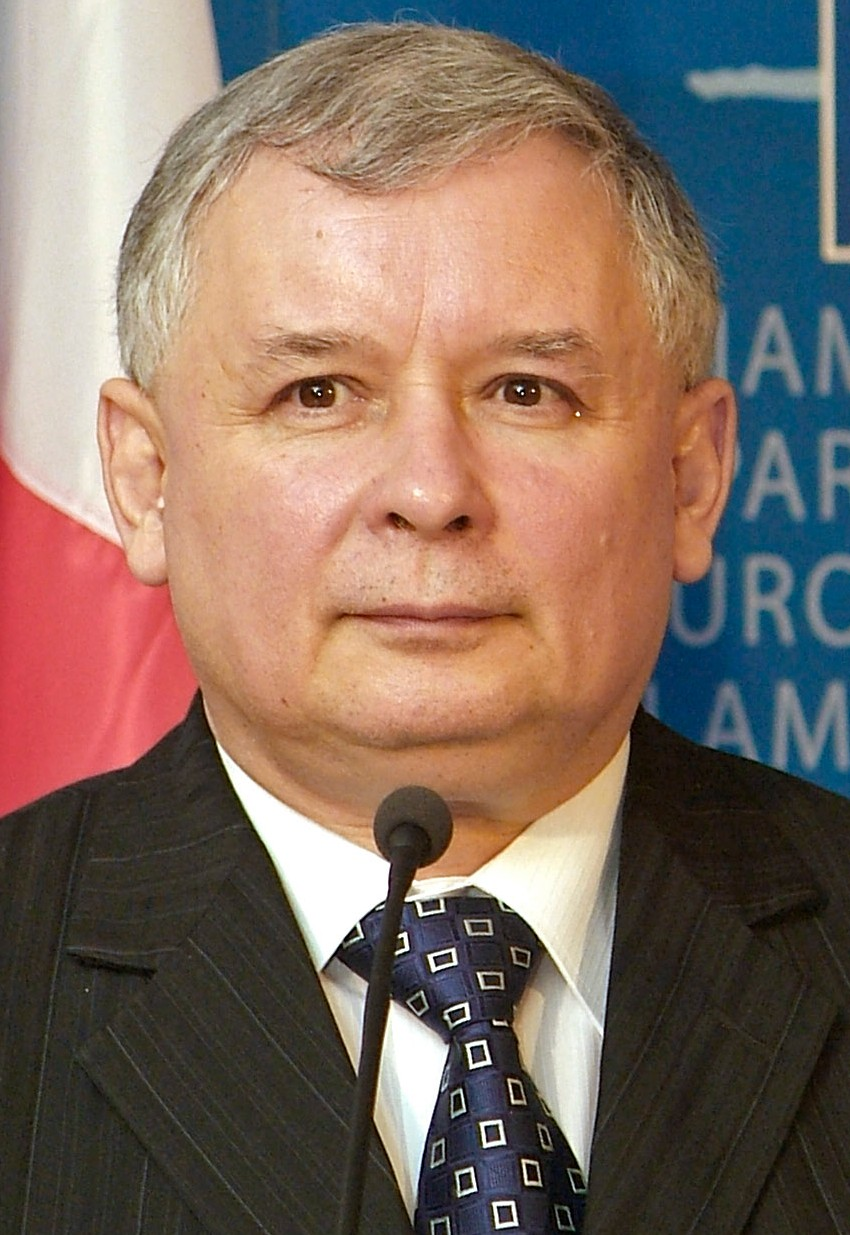
Jarosław Kaczyński – lider PiS od 2003

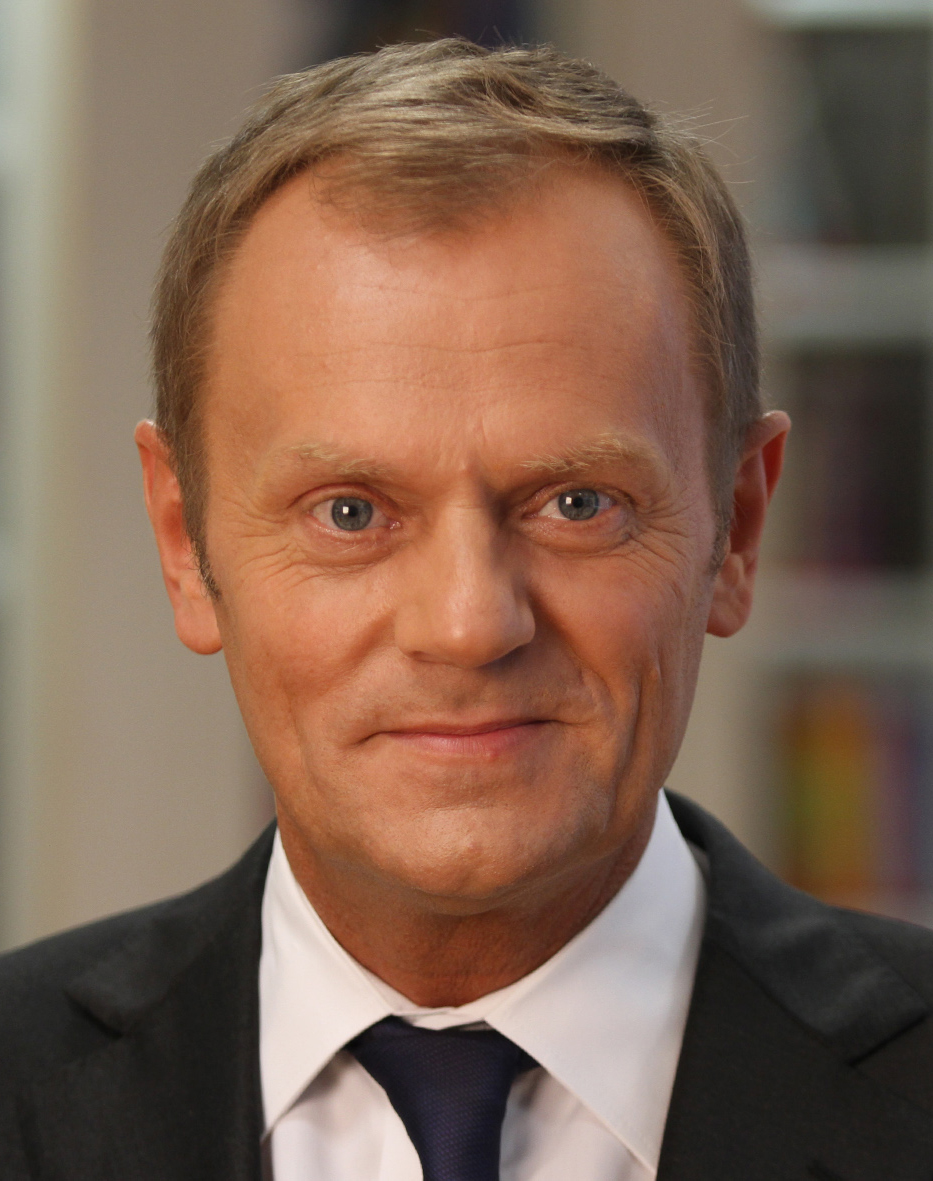
Donald Tusk – lider PO w latach 2003–2014 oraz od 2021

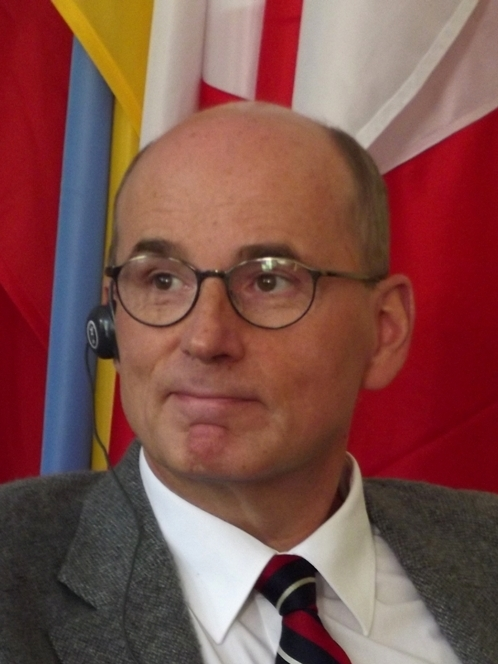
Jan Rokita – kandydat PO na premiera przed wyborami w 2005, po wyborach na wicepremiera i szefa MSWiA

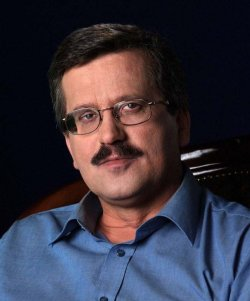
Bronisław Komorowski – kandydat PO na marszałka Sejmu w 2005

POPiS – popularna nazwa, stosowana na określenie przewidywanej koalicji dwóch zwycięskich partii wyborów parlamentarnych w 2005: PO (Platforma Obywatelska) i PiS (Prawo i Sprawiedliwość). Określenie to pojawiło się w mediach po raz pierwszy w trakcie kampanii wyborczej przed wyborami samorządowymi w 2002, kiedy partie te zawarły koalicję. Oba ugrupowania (powstałe w 2001 roku) łączył rodowód postsolidarnościowy i orientacja centroprawicowa.

## Komitet PO-PiS w wyborach samorządowych w 2002
PO i PiS powołały wspólny komitet wyborczy na wybory samorządowe w 2002. Komitet PO-PiS wystawił listy do 14 z 16 sejmików województw oraz do rady miasta Rzeszów. W województwie podkarpackim PO i PiS także wystartowały ze wspólnych list, jednak obecny na nich był także szereg innych formacji (wywodzących się z AWS), a komitet nosił nazwę Podkarpacie Razem. Jedynie w województwie mazowieckim PO i PiS wystawiły osobne listy do sejmików. W wyborach do rad powiatowych, do rad gminnych (z wyjątkiem Rzeszowa) oraz na włodarzy, komitet PO-PiS nie był powoływany (partie te często startowały odrębnie).
W wyborach do sejmików komitet PO-PiS uzyskał 12,11%, zdobywając 79 mandatów (w obu przypadkach był to 4. wynik w skali kraju po SLD-UP, Samoobronie RP i LPR). Wprowadził radnych do wszystkich sejmików, do których startował. W sejmikach pomorskim i małopolskim zdobył najwięcej mandatów ze wszystkich komitetów. W województwach tych, a także w lubelskim, PO i PiS – w koalicjach z innymi ugrupowaniami, głównie z LPR – znalazły się u władzy (w mazowieckim PiS także od początku kadencji, zaś PO od 2003). Niemal we wszystkich województwach wspólne kluby radnych PO i PiS nie przetrwały do końca kadencji w 2006. W radzie Rzeszowa komitet PO-PiS uzyskał 6 z 25 mandatów (było to drugim wynikiem wśród komitetów).

## Rozmowy koalicyjne w 2005
Po wyborach parlamentarnych w 2005 (w których Prawo i Sprawiedliwość zwyciężyło, zdobywając 26,99% głosów i 155 z 460 mandatów w wyborach do Sejmu, a Platforma Obywatelska uzyskała 24,14% głosów i 133 mandaty) rozpoczęły się negocjacje przedstawicieli obu ugrupowań na temat utworzenia wspólnego rządu.
27 września 2005 PiS zaproponowało Kazimierza Marcinkiewicza na stanowisko premiera. Pierwsza runda negocjacji, która odbyła się 29 września, nie przyniosła rezultatu. Kierownictwo PiS zażądało od Platformy Obywatelskiej podania nazwiska kandydata na stanowisko wicepremiera. Po kilku dniach PO podała, że jest nim Jan Rokita. 
19 października 2005 w dniu pierwszego posiedzenia Sejmu V kadencji i dymisji rządu Marka Belki prezydent Aleksander Kwaśniewski desygnował Kazimierza Marcinkiewicza na stanowisko Prezesa Rady Ministrów. W tym samym czasie doszło do kilku spotkań między Kazimierzem Marcinkiewiczem i Janem Rokitą na temat umowy koalicyjnej i utworzenia gabinetu. 
Rozmowy utrudniały konflikty pomiędzy obiema stronami w związku z prowadzoną w tym samym czasie kampanią prezydencką. Jednak po zwycięstwie Lecha Kaczyńskiego w wyborach prezydenckich negocjacje stały się trudniejsze w związku ze zmianą sytuacji potencjalnych koalicjantów. Obie strony zaznaczały, że zawarcie porozumienia nie jest przesądzone.
26 października 2005 w Sejmie doszło do konfrontacji obu partii. PO wystawiła niepopieranego przez PiS Bronisława Komorowskiego jako kandydata na marszałka Sejmu, ale w efekcie wybrany został jego kontrkandydat z ramienia PiS, poseł Marek Jurek, a Bronisław Komorowski został wicemarszałkiem. Przewodniczący PO Donald Tusk zakwestionował wówczas możliwość utworzenia wspólnego rządu przez PiS i PO.
30 października 2005 w kurii biskupiej w Gdańsku odbyło się jednak spotkanie liderów obu partii (Jarosława Kaczyńskiego, Kazimierza Marcinkiewicza, Marka Jurka oraz Donalda Tuska i Jana Rokity). Była to ostatnia szansa na stworzenie rządu koalicyjnego, jednak ostatecznie zakończyła się fiaskiem. Zasadnicza różnica zdań między PO i PiS dotyczyła stanowiska wicepremiera – szefa MSWiA. Prawo i Sprawiedliwość jako zwycięzca wyborów nie zgodziło się, by został nim Jan Rokita i funkcję tę objął Ludwik Dorn.
W efekcie 31 października 2005 prezydent Aleksander Kwaśniewski powołał rząd Kazimierza Marcinkiewicza, w którym znaleźli się też ministrowie współpracujący do niedawna z PO (Zbigniew Religa i Grażyna Gęsicka, niebawem również Zyta Gilowska). W listopadzie 2005 rząd otrzymał wotum zaufania od Sejmu V kadencji. W lutym 2006 z inicjatywy Prawa i Sprawiedliwości podpisano tzw. pakt stabilizacyjny mający cechy umowy koalicyjnej (w założeniu miał on obowiązywać przez rok, jednak już w marcu został zerwany), a na przełomie kwietnia i maja 2006 właściwą umowę koalicyjną z Samoobroną RP i Ligą Polskich Rodzin.
5 maja 2006 wicepremierami w rządzie Kazimierza Marcinkiewicza (obok Zyty Gilowskiej i Ludwika Dorna) zostali Andrzej Lepper i Roman Giertych. Konflikt pomiędzy PO a PiS nasilił się do znacznego stopnia, a partie te od tamtej pory stały się swoimi głównymi przeciwnikami politycznymi.

## Inne znaczenia
W późniejszych latach określenie POPiS stało się również określeniem używanym przez zwolenników innych ugrupowań niż PO i PiS, w stosunku do dominacji tych sił na scenie politycznej, swego rodzaju duopolu politycznego lub jako domniemanie zakulisowego układu.